# Салван Моміка
Салван Сабах Метью Моміка (араб. سلوان صباح متَّى موميكا; 23 червня 1986 — 29 січня 2025) — іракський біженець у Швеції, прихильник Сил народної мобілізації Іраку, знаний як антиісламський активіст, який публічно палив і оскверняв Коран. Вбитий 29 січня 2025 року під час прямої трансляції в TikTok.

## Біографія
Народився в районі Аль-Хамданія Каракоша, у північній іракській провінції Ніневія. Був етнічним ассирійцем і виховувався як сирійський католик. У роки громадянської війни в Іраку християн почали переслідувати, тоді Моміка приєднався до Ассирійської патріотичної партії та працював охоронцем у штаб-квартирі партії в Мосулі. Згідно з іракськими урядовими джерелами, 2012 року втік з рідного міста після того, як місцевий суд визнав його винним у смерті людини в автомобільної аварії та засудив до трьох років ув'язнення в Бадуші.
Після захоплення Мосула бойовиками ІДІЛ у червні 2014 року приєднався до Сили народної мобілізації для боротьби з ІДІЛ. Зокрема, він з'являвся на відео у військовій формі, у складі християнського підрозділу «Батальйон Духа Божого Ісуса, сина Марії», розмахуючи вогнепальною зброєю та присягаючи на вірність бригадам аль-Імама Алі, фракції Сили народної мобілізації і частиною Ісламського руху Іраку. Відомо, що бригади іль-Імама Алі мають тісні зв'язки з Іраном. Їх звинувачували у вчиненні воєнних злочинів й участі в насильстві на релігійному підґрунті.
2014 року заснував «Сирійський демократичний союз» і «Соколів сирійських сил» — озброєне ополчення, пов'язане з християнським ополченням «Вавилонська бригада», озброєним крилом Вавилонського руху. 2017 року залучений у внутрішню боротьбу за владу з колегою-лідером Вавилонського руху Раяном аль-Кільдані. Внаслідок програшу залишив країну. Його також пов'язують з Сирійським асамблейним рухом, політичною партією, яка отримала підтримку від уряду регіону Курдистан.

## Активізм

### Імміграція до Швеції
2017 року втік до Німеччини з шенгенською візою, де заявив про свій атеїзм й апостасію. У квітні 2018 року подав заявку на отримання візи біженця до Швеції, і до квітня 2021 року був зареєстрований як іракський біженець. Отримав трирічний дозвіл на тимчасове проживання, термін дії якого мав закінчитися у квітні 2024 року. Йому відмовили у дозволі на постійне проживання, необхідному для отримання шведського громадянства, через неправдиву інформацію у заяві про надання притулку: заперечив членство у Бригадах аль-Імама Алі, стверджуючи, що пов'язаний з політичною гілкою руху, а не з воєнізованою. Зустрічався з членом Риксдагу від християнських демократів Робертом Галефом, а також Юлією Кронлід, членом Риксдагу від Шведських демократів. Пізніше заявляв, що хоче балотуватися на виборах до Риксдагу як кандидат від партії.
Після отримання дозволу на проживання в Швеції, ще під час розслідування його зв'язків з проіранським угрупованням бойовиків, погрожував ножем чоловікові, з яким проживав разом. За це отримав випробувальний термін та засуджений до громадських робіт.

### Спалення Корану

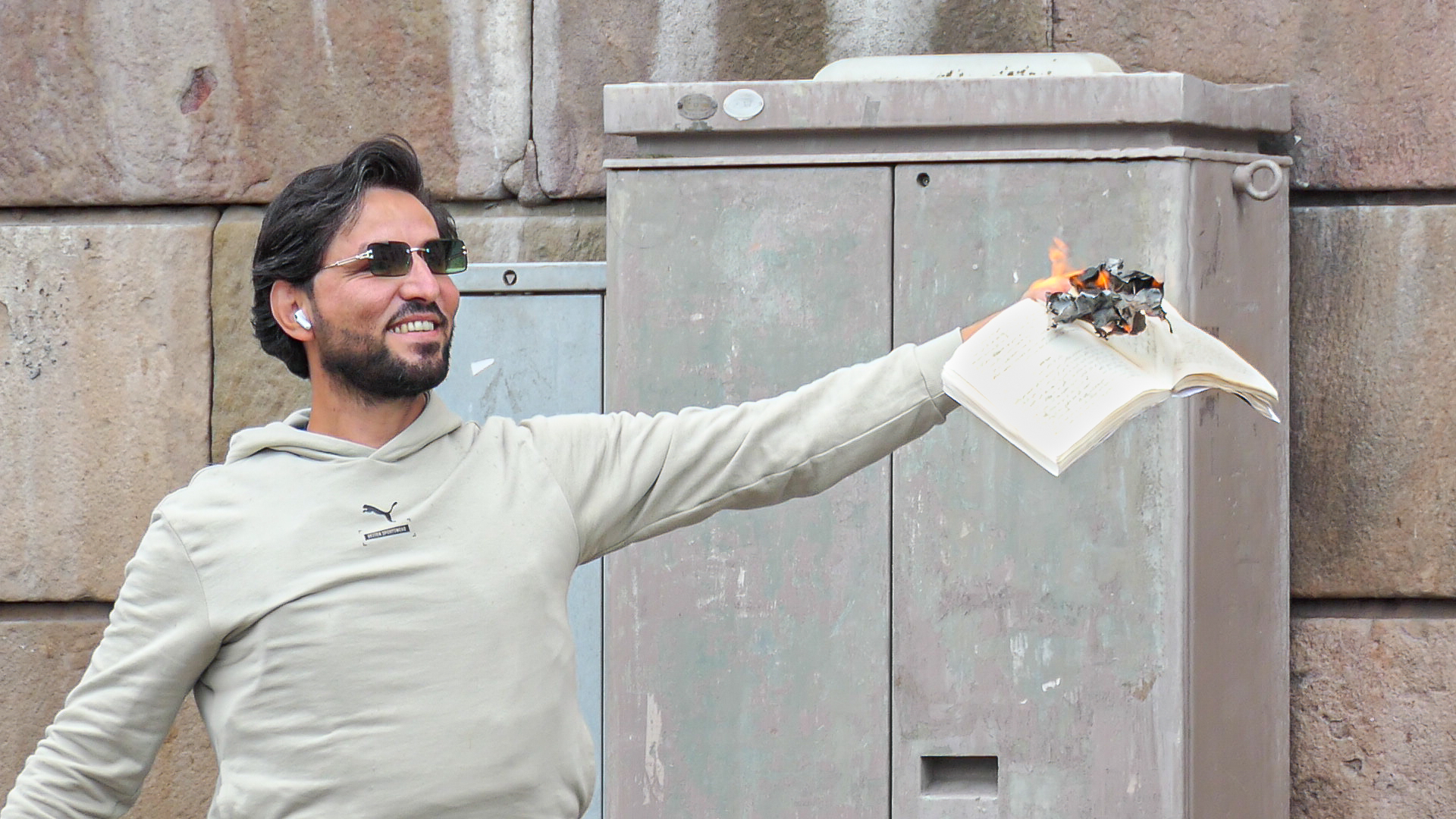
Спалення Корану у Стокгольмі, 2023 рік

2023 року провадив серію акцій спрямованих проти ісламу. До спалення Корану опублікував десятки відео в Інтернеті, у деяких з назвами країн, в яких переважають мусульмани. На акціях оскверняв Коран і спалював його під охороною поліції та з дозволу закону. Акції супроводжувалося нападами на Моміку, а також відтермінували ратифікацію Туреччиною заявки Швеції до вступу до НАТО.
2023 року Міграційне управління Швеції вирішило вислати Моміку з країни. Через погрози на його адресу в Іраку висилку не вдалося здійснити, тому він отримав новий дозвіл на тимчасове проживання до квітня 2024 року.

### Депортація з Норвегії
27 березня 2024 року повідомлялося, що Моміка виїхав зі Швеції до Норвегії, щоб отримати політичний притулок. Після його від'їзду в соціальних мережах з'явилися повідомлення про те, що його знайшли мертвим у Норвегії, але норвезька поліція спростовувала цю інформацію. 4 квітня норвезька поліція оголосила, що 28 березня заарештувала Моміку та відповідно до Дублінського регламенту його депортують назад до Швеції. Його повернули до Швеції 11 квітня.

## Смерть
Застрелений 29 січня 2025 року. Вбивство сталося в його будинку в Седертельє під час прямої трансляції у TikTok. За словами шведського прокурора, у зв'язку зі стріляниною заарештували п'ятьох осіб. Через його смерть вирок у справі про спалення Корану відклали до 3 лютого.